# Петров, Мариан
Мариан Георгиев Петров (болг. Мариан Георгиев Петров; 14 сентября 1975, Велико-Тырново) — болгарский шахматист, гроссмейстер (2010), тренер.
Двукратный чемпион Болгарии (2002 и 2017).
В составе национальной сборной участник 35-й Олимпиады в Бледе (2002).

## Изменения рейтинга
| Графики недоступны из-за технических проблем. См. информацию на Фабрикаторе и на mediawiki.org. |